# Acianthera translucida
Acianthera translucida är en orkidéart som först beskrevs av João Barbosa Rodrigues, och fick sitt nu gällande namn av Carlyle August Luer. Acianthera translucida ingår i släktet Acianthera och familjen orkidéer. Inga underarter finns listade i Catalogue of Life.

## Bildgalleri

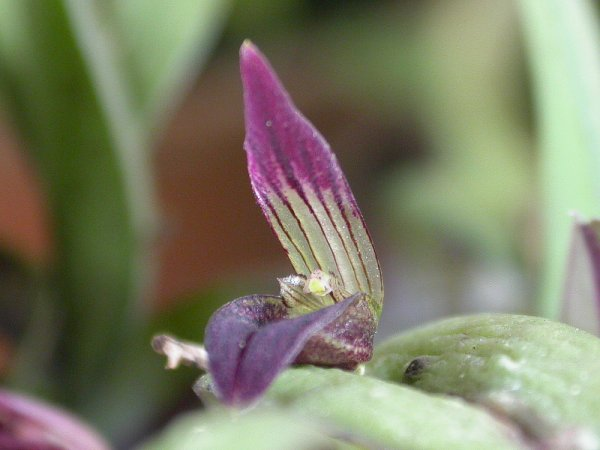
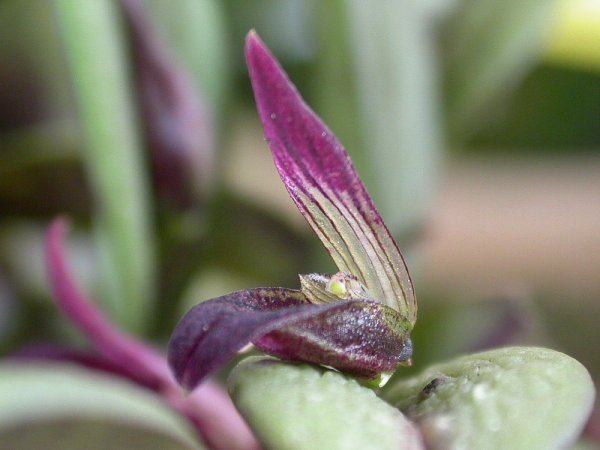
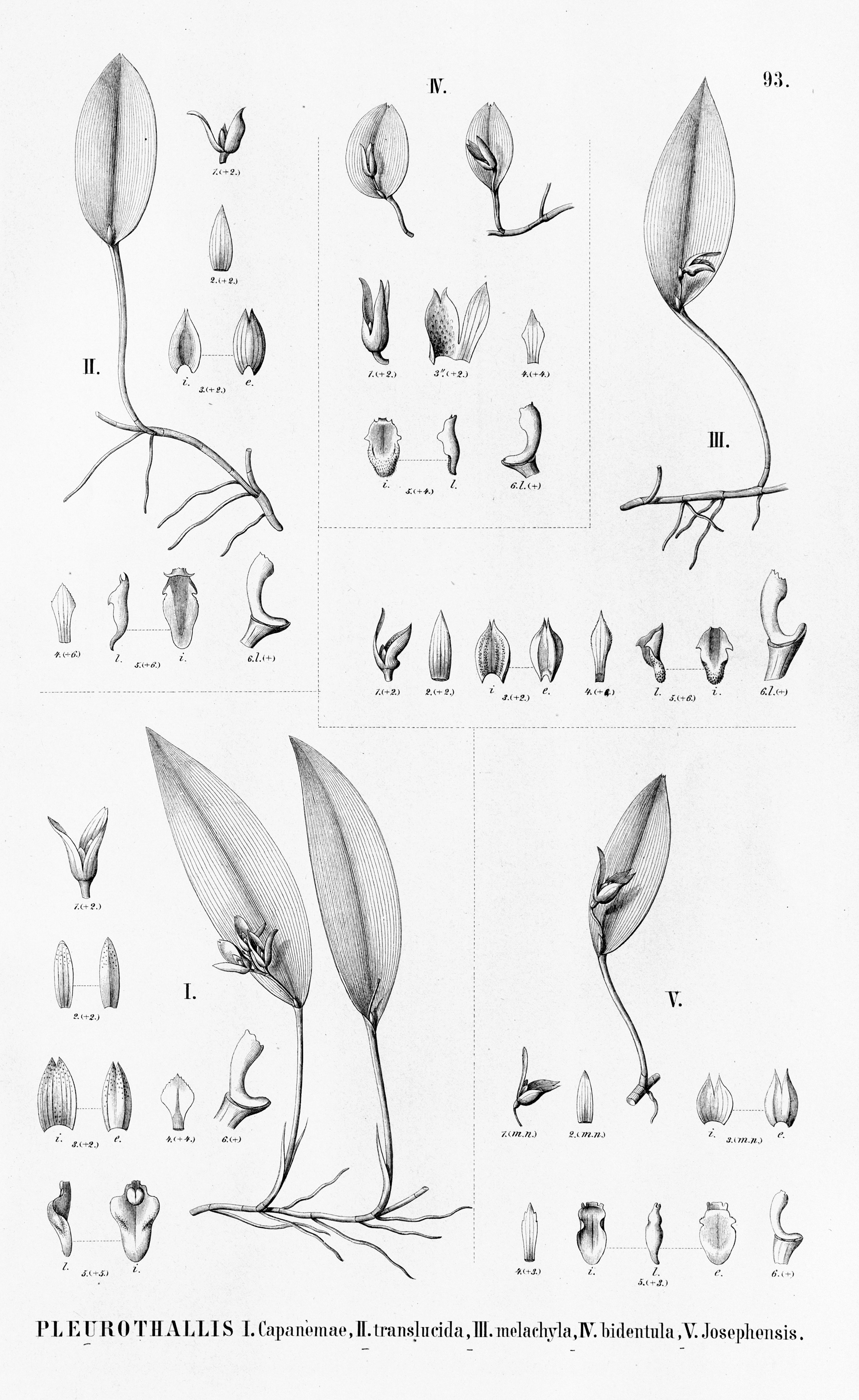
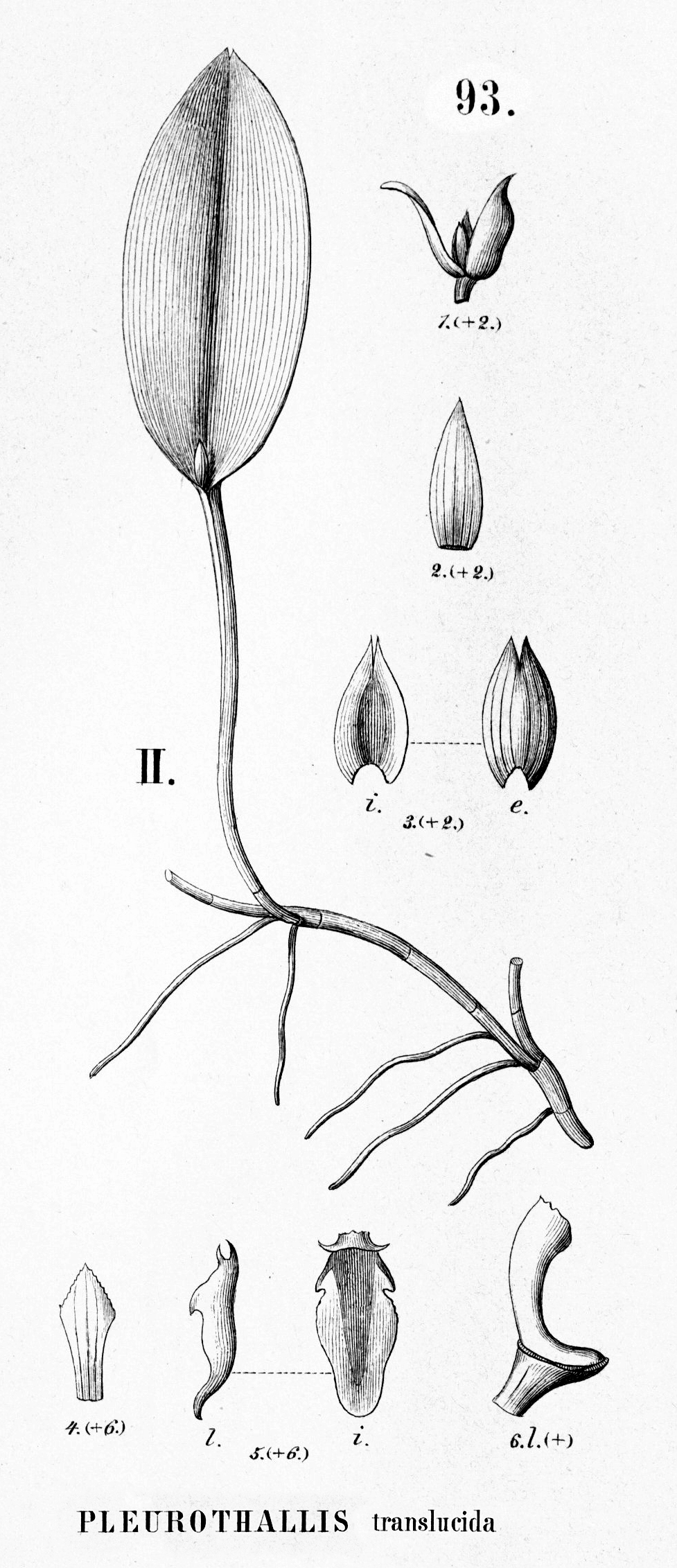
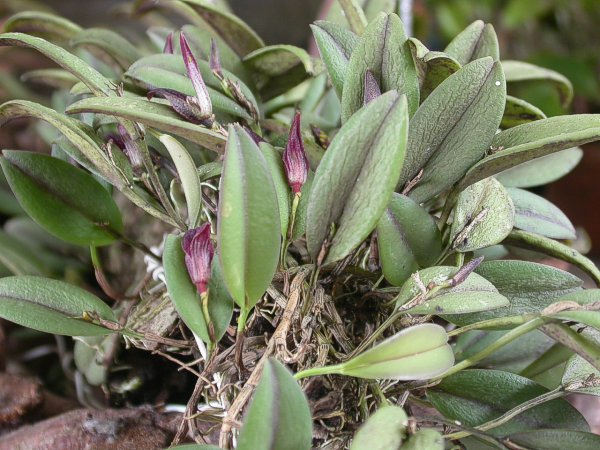
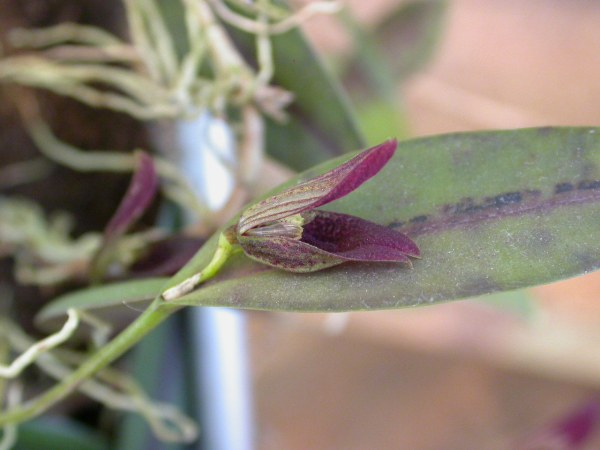